# Bufo gargarizans
Bufo gargarizans – gatunek płaza bezogonowego z rodziny ropuchowatych (Bufonidae), zasiedlający Azję Wschodnią, m.in. Chiny, Rosję i Japonię. Z wyglądu podobny jest do ropuchy szarej i dorasta do 10,2 cm długości. Spotkać go można w różnorakich siedliskach takich jak lasy liściaste i mieszane, ale także tereny zabudowane. Gatunek ten odżywia się głównie owadami i rozmnaża się od kwietnia do maja. Nie zagraża mu wyginięcie, ale jego populacja może w przyszłość zmaleć w związku z urbanizacją, a także wykorzystaniem w tradycyjnej azjatyckiej medycynie.

## Wygląd
Płaz ten osiąga rozmiar 5,6–10,2 cm, przy czym samice są większe od samców. Z wyglądu przypomina ropuchę szarą, od której różni się obecnością kolców na guzkach na grzbiecie oraz czarnym paskiem biegnącym od gruczołów przyusznych do boku ciała. Błona bębenkowa jest bardzo mała lub całkowicie przykryta skórą. Grzbiet tego płaza ma kolor ciemnoszary, oliwkowoszary lub oliwkowobrązowy, na grzbiecie widoczne są również trzy szerokie podłużne paski. Brzuch jest szarawy lub żółtawy. Samce cechują się dłuższymi kończynami tylnymi, a samice szerszą głową.

## Zasięg występowania i siedliska
B. gargarizans występuje w Azji Wschodniej na wysokości 2–4300 m n.p.m. Spotkać go można w Chinach (m.in. w prowincjach Liaoning, Szantung, Syczuan, Kuejczou, Hunan czy Fujian), Korei Północnej i Południowej, Rosji (m.in. Zabajkale czy wyspa Sachalin) oraz na japońskiej wyspie Miyako-jima i pobliskich wyspach archipelagu Riukiu. Podgatunek Bufo gargarizans miyakonis jest endemiczny dla Japonii; pierwotnie występował tylko na Wyspach Miyako, ale został introdukowany na inne wyspy archipelagu Riukiu, takie jak Okinawa, Minamidaitōjima i Kitadaitōjima. Podgatunek ten wymarł na Okinawie.
B. gargarizans zasiedla głównie lasy iglaste, lasy mieszane, lasy liściaste zrzucające liście na zimę, a także łąki i stepy. Gatunek ten preferuje habitaty z wysoką wilgotnością względną, ale jest też odporny na zmiany środowiskowe, w związku z czym może też występować na polach uprawnych, parkach i ogródkach w dużych miastach (takich jak Chabarowsk w Rosji). Na niektórych obszarach zagęszczenie tego gatunku dochodzi do 3600 osobników na kilometr kwadratowy. Dorosłe osobniki odżywiają się głównie owadami takimi jak chrząszcze czy błonkoskrzydłe, a także w mniejszym stopniu innymi bezkręgowcami takimi jak wije, mięczaki oraz pajęczaki.

## Rozmnażanie i rozwój
Do rozrodu przystępuje od kwietnia do maja (w niektórych obszarach do końca czerwca). Rozmnaża się w jeziorach, stawach, kałużach, bagnach czy starych korytach rzek. Samice składają 1200–7400 jaj ułożonych w dwa sznury długości 1,5–2,3 m. Do przeobrażenia dochodzi w lecie, a dojrzałość płciową ropuchy osiągają w 3–4 roku życia.

## Status
B. gargarizans zaliczany jest do gatunków najmniejszej troski (LC) w związku z szerokim zasięgiem występowania, dużym potencjałem do adaptacji, dużym rozmiarem populacji, której rozmiar najprawdopodobniej nie maleje wystarczająco szybko, żeby uznać go za gatunek zagrożony. Niektóre populacje na północnych granicach zasięgu występowania (np. Zabajkale) mogą być zagrożone w związku z izolacją od reszty populacji. Gatunkowi temu zagrażać może również postępująca urbanizacja, zanieczyszczenie wody, ruch uliczny oraz susze. Ponadto osobniki B. gargarizans zbierane są w celu użycia w tradycyjnej medycynie chińskiej i koreańskiej, od lat 90. XX wieku także przez obywateli chińskich zamieszkałych w Kraju Nadmorskim; w Korei Północnej bywa także sporadycznie odławiany w celu konsumpcji.